# St. Sebastianus (Koblenz)

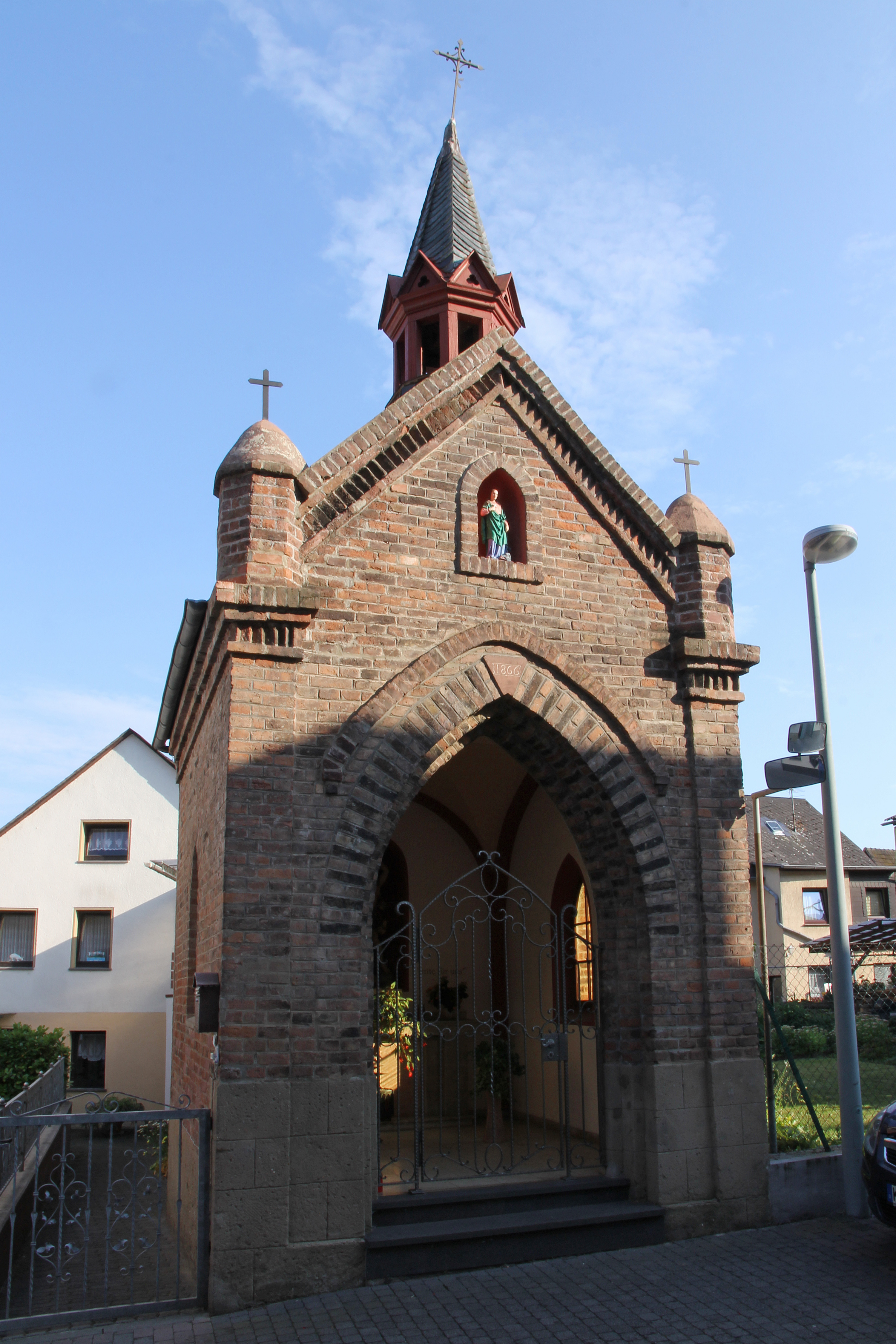
Die Kapelle St. Sebastianus in Koblenz-Güls

St. Sebastianus ist eine katholische Kapelle im Koblenzer Stadtteil Güls. Sie trägt das Patrozinium des heiligen Sebastian.

## Geschichte
Im Jahr 1866 forderte eine Choleraepidemie in Güls 12 Opfer. Darauf gelobten die Einwohner, die alte verfallene Vorgängerkapelle zu erneuern. Noch im selben Jahr entstand der heutige Bau. Dieser wurde zuletzt 2007 renoviert.

## Bau
Die Kapelle St. Sebastianus ist ein kleiner neugotischer Backsteinbau mit Satteldach. Auf dem Dach erhebt sich ein achteckiger hölzerner Dachreiter. Das spitzbogige Portal ist gestuft und mit unterschiedlich hellen Ziegeln abwechselnd gestaltet. In dem kreuzgratgewölbten Innenraum steht in einer Nische über dem Altar die Figur des heiligen Sebastian.

## Denkmalschutz
Die Kapelle St. Sebastianus ist ein geschütztes Kulturdenkmal nach dem Denkmalschutzgesetz (DSchG) und in der Denkmalliste des Landes Rheinland-Pfalz eingetragen. Sie liegt in Koblenz-Güls (gegenüber) Wolfskaulstraße 38.